# Run na banku

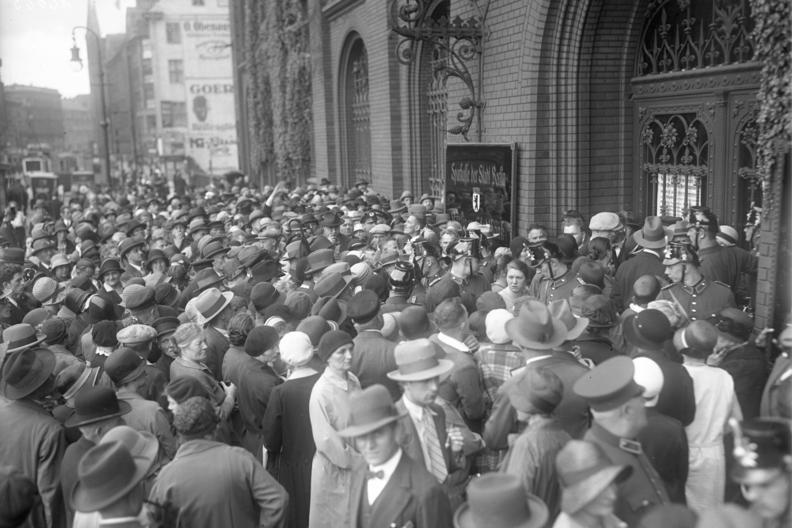
Run na Berlínskou spořitelnu poté, co se vkladatelé dozvěděli o kolapsu Darmstädter und Nationalbank (13. 7. 1931).

Run na banku [ran na banku] (doslova česky „běh“ na banku) je situace, kdy vkladatelé ztratí důvěru v banku, protože si myslí, že je nebo se brzy stane insolventní, a začnou hromadně vybírat svoje vklady. Run vyvolaný nesprávnými informacemi může vést k bankrotu i do té doby bezproblémové banky, protože banka s částečnými rezervami nikdy nemůže vyplatit všechny vklady. Jedná se o druh sebenaplňující předpovědi.
Bankovní panika je finanční krize způsobená runem na velké množství bank najednou. Následné bankroty mohou vést k dlouhé ekonomické recesi.
Pro prevenci či omezení runů na banky existuje několik prostředků, např. nezávislá regulace a dohled, pojištění vkladů, mechanismy záchrany – vnější záchranné půjčky (bailouty) či vnitřní záchrana formou rekapitalizace (bail-in); případně pozastavení výběrů, které může zastavit již vznikající run.